# Marzens
Marzens (okzitanisch: Sant Salvaire) ist eine südfranzösische Gemeinde mit 311 Einwohnern (Stand: 1. Januar 2022) im Département Tarn in der Region Okzitanien. Sie gehört zum Arrondissement Castres und zum Kanton Lavaur Cocagne (bis 2015: Kanton Lavaur). Die Einwohner werden Marzinois genannt.

## Lage
Marzens liegt etwa 39 Kilometer südwestlich von Albi. Marzens wird umgeben von den Nachbargemeinden Lavaur im Norden und Nordwesten, Massac-Séran im Osten und Nordosten, Pratviel im Südosten, Roquevidal im Süden und Südosten sowie Lacougotte-Cadoul im Westen und Südwesten.

## Bevölkerungsentwicklung
| Jahr                      | 1962 | 1968 | 1975 | 1982 | 1990 | 1999 | 2006 | 2012 |
| Einwohner                 | 242  | 218  | 200  | 187  | 198  | 262  | 305  | 273  |
| Quelle: Cassini und INSEE |      |      |      |      |      |      |      |      |

## Sehenswürdigkeiten
- Kirche
- Schloss Clausade, heute Yoga-Schule (Institut Vajra Yogini)

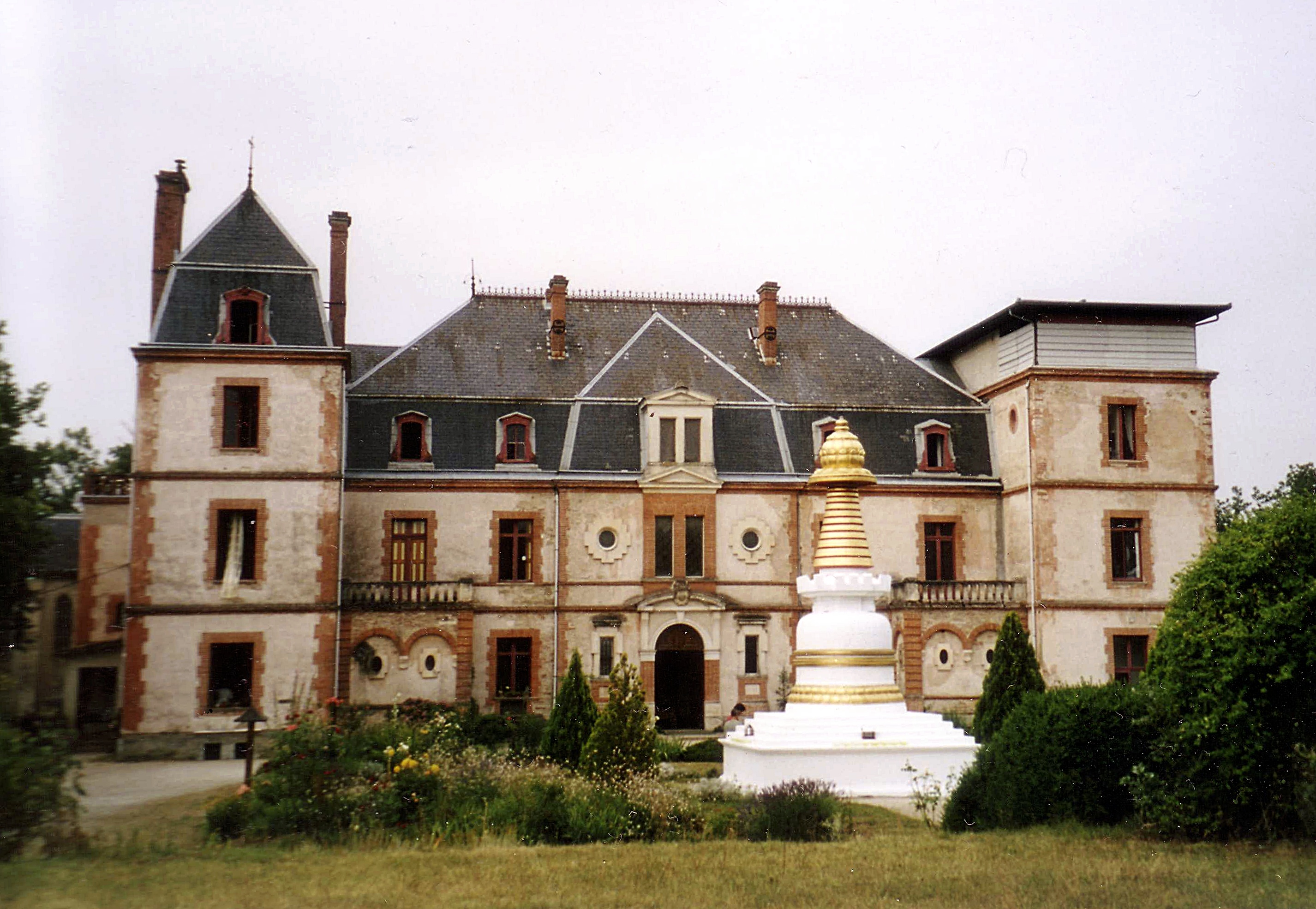
Schloss Clausade